# Monophosphate de thiamine
Le monophosphate de thaimine ou (en) thiamine monophosphate (ThMP) est un dérivé phosphaté de la vitamine B1 ou thiamine. Elle est présente naturellement dans le lait.